# August Karl von und zu Egloffstein
August-Friedrich-Karl, baron von und zu Egloffstein (15 février 1771, château d'Egloffstein - 15 septembre 1834, Kissingen) est un général saxon.

## Biographie
Fils du comte Karl von Egloffstein (de) (1736-1773) et de Sophie von Thüna (de) (1742-1807), son éducation est confiée à son oncle le général prussien August Wilhelm von Thüna (de) (1722-1787) à Berlin après le décès prématuré de son père. Junker dans le régiment de son oncle en 1784, il passe lieutenant au régiment Lichnowski après la mort de celui-ci en 1787 et prend part aux campagnes contre la Pologne en 1793-1794.
Le duc Charles-Auguste de Saxe-Weimar-Eisenach, étant conscient des qualités du jeune officier, demande sa libération de service de la Prusse et l'intègre comme premier lieutenant et capitaine-adjudant dans ses armées en 1795. Il passe capitaine en 1796.
En 1807, Egloffstein est promu au grade de colonel, puis de général de brigade.
En 1808, il épouse Isabelle de Waldner-Freundstein (1785-1869), la fille du comte Godefroy Waldner de Freundstein (1757-1818) et de son épouse Friederike von Stein zu Nord- und Ostheim (de) (1767–1797).
En 1813, il devient commandant de toutes les troupes de la confédération du Rhin.
En 1815, il est nommé commandant de Charleville.